# Bosco di Cavalier
Il bosco di Cavalier è una piccola area forestale localizzata poco più a nord di Cavalier, frazione del comune italiano di Gorgo al Monticano in provincia di Treviso.

## Descrizione
Come altri boschi dei dintorni (Basalghelle, Gaiarine, Cessalto, Zacchi, Lison) quello di Cavalier rappresenta un residuo delle grandi foreste planiziali che in epoca post-glaciale occuparono la pianura Veneta.
È costituito da caducifoglie quali la farnia, il carpino bianco e il frassino meridionale e da un variegato sottobosco formato anche da specie ormai rare in pianura: acetosella dei boschi, dafne mezereo, gramigna di Parnasso, giaggiolo susinario, baccaro comune, plantanera comune. Tra gli arbusti si citano il nocciolo comune e il biancospino comune.
Della fauna si ricordano alcune specie di anfibi come la raganella padana, la rana agile, la rana di Lataste e il tritone punteggiato, mentre tra gli uccelli vi trovano rifugio il picchio rosso maggiore, il picchio verde, l'allocco, il colombaccio, la ghiandaia e il pigliamosche.